# Csuvasok

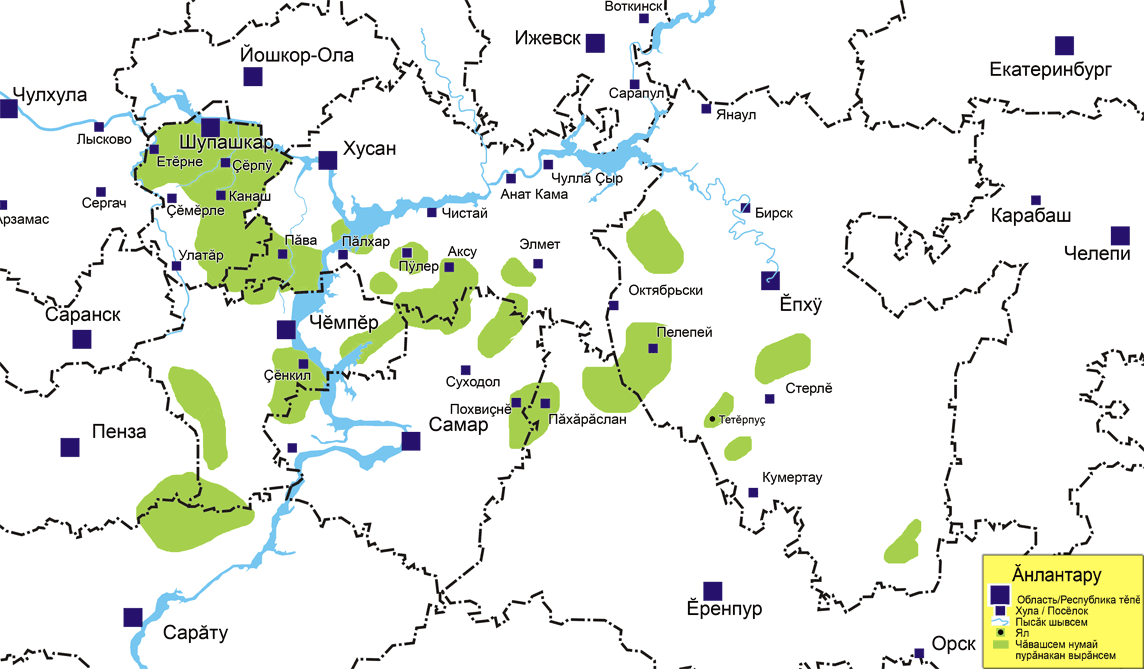
Csuvas diaszpóra az oroszországi Volgai Körzetben

A csuvasok (csuvas nyelven: чăвашсем, oroszul: чуваши) türk származású népcsoport, akik a mai Oroszország területén a Volgától Szibériáig húzódó területen élnek. Legtöbbjük az Ural-hegységtől nyugatra található Csuvas Köztársaságban él, de a volt Szovjetunió területén szinte mindenhol megtalálhatók kisebb-nagyobb csuvas közösségek.

## Származásuk

### A csuvas név eredete
A csuvasok elnevezésének eredetére nincsen teljes mértékben elfogadott magyarázat, de két elmélet is próbálja magyarázni.

#### Suvar
Az egyik elmélet szerint a csuvas név a török nyelvek csuvasos (ogur) ágábából származó suvar szó megfelelője a többi török nyelvben. A suvar szó a csuvasok elődjének számító népcsoport neve volt régen. A suvar szó összevethető a középgörögből szavírként olvasott szabir nép nevével is, amelyről az a korabeli információ maradt fenn, hogy a magyar törzseket nevezték korábban szabirnak.

#### Jăvaš
A másik elmélet szerint az elnevezés a török nyelvben használt jăvaš szóból származik, amelynek jelentése "békés, barátságos", ellentétben a şarmăs szóval, amelynek jelentése "harcias" és a cseremiszek nevét adta.

### Őseik
A csuvasok származásával kapcsolatban sincs teljes mértékben elfogadott magyarázat. Az egyik elmélet szerint a volgai bolgárok szuár és szabir törzsei, illetve a helyben élő mari (külső elnevezésük a cseremisz) törzsek összeolvadásából származnak. A másik elmélet alapján a csuvasok a Volga-vidék őslakosainak leszármazottai, akik magukba olvasztották a szkítákat, a volgai bolgárokat és marikat.

## Alcsoportjaik
A csuvasok magukat két nagy csoportra osztják fel: Virjal vagy Turi ('вирьял", "тури", jelentése "felső") és Anatri ("анатри", jelentése "alsó"). Az utóbbi csoportnak saját alcsoportjai vannak: Anat jenci ("анат енчи", "alsó-közép") és Hirti ("хирти", "sztyeppe").
A csuvasok száma Oroszország közigazgatási egységein belül:
| Régió                        | A csuvasok száma 2002-ben | A csuvasok száma 2010-ben | A csuvasok aránya 2010-ben |
| ---------------------------- | ------------------------- | ------------------------- | -------------------------- |
| Csuvasföld                   | 889 268                   | 814 750                   | 67,7%                      |
| Tatárföld                    | 126 532                   | 116 252                   | 3,1%                       |
| Baskírföld                   | 117 317                   | 107 450                   | 2,6%                       |
| Uljanovszki terület          | 111 316                   | 94 970                    | 7,4%                       |
| Szamarai terület             | 101 358                   | 84 105                    | 2,7%                       |
| Moszkva                      | 16 011                    | 14 313                    | 0,1%                       |
| Hanti- és Manysiföld         | 15 261                    | 13 596                    | 0,9%                       |
| Orenburgi terület            | 17 211                    | 12 492                    | 0,6%                       |
| Moszkvai terület             | 12 530                    | 12 466                    | 0,2%                       |
| Szaratovi terület            | 15 956                    | 12 261                    | 0,5%                       |
| Krasznojarszki határterület  | 16 859                    | 11 036                    | 0,4%                       |
| Nyizsnyij Novgorod-i terület | 11 364                    | 9 765                     | 0,3%                       |
| Kemerovói terület            | 15 480                    | 9 301                     | 0,3%                       |
| Tyumenyi terület             | 11 214                    | 8 623                     | 0,6%                       |

## Történetük

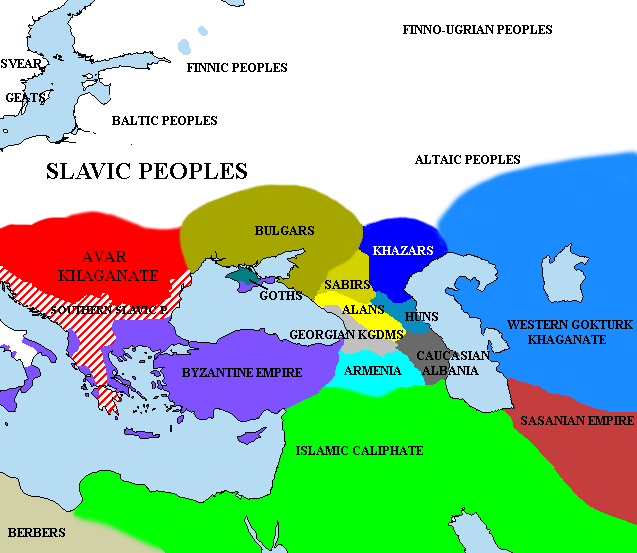
A térkép jelzi a bolgár-törökök elhelyezkedését 650 környékén.

A csuvasok őseinek számító türk népcsoport feltehetően Szibériában élt a Tien-san és az Altaj közötti medencében a Kr. előtti 3. évezredtől. A Kr. u. 1. században nyugatra kezdtek vándorolni, a mai Kazahsztán területén keresztül, majd a 2.-3. században elérték a Kaukázus északi részét, ahol számos államot hoztak létre és e térségben kerültek kapcsolatba különféle iráni néppel. A csuvasok őseinek egyik államát Ó-Bulgáriának hívták, amely elképzelhető, hogy azonos Nagy-Bulgáriával, a másik a Suvar Hercegség volt.
A 7. század második felében a kazárok támadásainak következtében Ó-Bulgária felbomlott, lakosainak egy része észak felé, a Volga-Káma térségébe menekült. A Suvar Hercegség is elvesztette önállóságát és a Kazár Birodalom vazallusa lett, majd a kazárok oldalán harcoltak a 732-737 között vívott kazár-arab háborúkban.

## Kultúra

### Csuvas nyelv
A csuvasok a csuvas nyelvet beszélik, amely a török nyelvek csuvasos (ogur) ágának egyetlen képviselője, amelyik még nem halt ki.

### Vallás
A csuvasok többsége a keleti ortodox egyházhoz tartozik, bár népszokásaikban megőriztek egyes elemeket a kereszténység felvétele előtti időkből.

## Híres csuvasok
- Andrijan Nyikolajev, szovjet űrhajós
- Nyikita Bicsurin, pap, szerzetes, sinológus
- Iván Jakovlev, tanító, a csuvas nyelv első ábécéjének megalkotója
- Nyikolaj Vasziljevics Nyikolszki, orosz történész, néprajzkutató, a csuvas nép kutatója
- Konsztantin Vasziljevics Ivanov, csuvas költő
- Şeşpĕl Mišši, csuvas költő
- Gennagyij Nyikolajevics Ajgi, csuvas-orosz költő